# Grad Krupa (Bosna)
Grad Krupa (Bosanska Krupa) (tudi Stari grad Bosanska Krupa ali mali Pset) je bil srednjeveški grad in trdnjava na vzpetini imenovani Grad nad reko Uno  v samem centru mesta Bosanska Krupa v Bosni, katerega ostanki so še dobro ohranjeni.  Manjši grad je bil zgrajen že v 11. stoletju, in kasneje v 13. stoletju dograjen v mogočno trdnjavo, katere okrogla vogalna stolpa in del obzidja še danes kažejo nekdanjo veličino. 

## Zgodovina
Grad Krupa se posredno omenja v pisnih virih leta 1072, ko se omenja kot Psetska župa oziroma Stari grad Pset in kasneje kot Krupski grad. To območje je v srednjem veku pripadalo kraljevini Hrvaški oz. kraljevini Madžarski. Prvi znani lastniki posesti in gradu so bili knezi Babanići ali Babonići. Okoli starega gradu je bila v 13. stoletju zgrajena mogočna trdnjava. V 13. stoletju se je izgubilo ime Pset, ki ga nadomesti ime Krupa. (Ko so v 14. stoletju Babonići pridobili posest pri Semiču v Beli Krajini, so verjetno prav oni zgradili manjši grad, ki je dobil ime Krupa). Pod trdnjavo Krupa je nastalo tudi mestece (Bosanska) Krupa. 

Po Babonićih je trdnjava Krupa med letoma 1410 in 1429 v lasti ogrskega kralja in svetorimskega cesarja Sigismunda Luksemburškega, z njim pa so upravljali kraljevi kastelani. Leta 1429 je grad z mestom in gospostvom ogrski kralj podaril Frideriku II. grofu Celjskemu.   V posesti Celjskih je ostal do izumrtja zadnjega Celjana po moški liniji Ulrika II. leta 1456.  Že konec tega leta si je posest prisvojil grof Martin Frankopan. Od 1463 do leta 1490 je trdnjava Krupa ponovno v rokah ogrskega kralja Matija Korvina, grad pa upravljajo senjski kapitani. Leta 1490 postane lastnik kraljev nezakonski sin Ivan Korvin, ki je takrat hrvaški ban in ki 1504 umre. Tako grad še tretjič preide v kraljeve roke, ki ga podari novemu hrvaškemu banu  Ivanu Karloviću. Od 1531 do padca pod turško oblast je bila Krupa v lasti knezov Zrinjskih.
V 15. in 16. stoletju, ko so Turki zavzemali Bosno, so se dolgo časa izogibali gradu in trdnjavi Krupa ali Pset. Šele leta 1522  in 1523 je Surin-paša Bosanski z 2000 konjeniki in 5000 vojaki poskušal grad zavzeti in ga je oblegal cele štiri mesece, vendar neuspešno. Grad in trdnjavo Krupo je zavzel šele paša Kara-Mustafa Sokolović leta 1565.  Pod turško oblastjo je ostal vse do leta 1878. Pod njimi je bila na gradu kapetanija in kot kapitani so vladali plemenitaši Krupići in Badnjevići. Leta 1878 Krupa, tako kot celotna Bosna pripade Avstro-ogrski. Po odhodu Turkov je grad prepuščen propadu.